# Hongkong na Letnich Igrzyskach Olimpijskich 1960
Hongkong na Letnich Igrzyskach Olimpijskich 1960 reprezentowało 4 zawodników (wszyscy mężczyźni). Reprezentanci Hongkongu nie zdobyli żadnego medalu na tych igrzyskach.